# Rhabdosoma whitei
Rhabdosoma whitei är en kräftdjursart som beskrevs av Charles Spence Bate 1862. Rhabdosoma whitei ingår i släktet Rhabdosoma och familjen Oxycephalidae. Inga underarter finns listade i Catalogue of Life.